# Emanuele Nicosia
Emanuele Nicosia (Catania, 11 gennaio 1953 – Militello in Val di Catania, 23 marzo 2016) è stato un designer italiano attivo nel settore automobilistico.

## Notizie biografiche
Terminati gli studi superiori, nel 1972 si iscrive alla facoltà di ingegneria di Catania, per poi approdare al Royal College of Art di Londra. Dopo la laurea ed un successivo master, nel 1977, comincia a lavorare al Centro Ricerche Pininfarina di Grugliasco (TO). Durante questo periodo collabora alla creazione di svariate vetture, come la Ferrari 288 GTO e la Ferrari Testarossa. Suo il design della Jaguar XJS prototipo per il salone di Birmingham nel 1978.

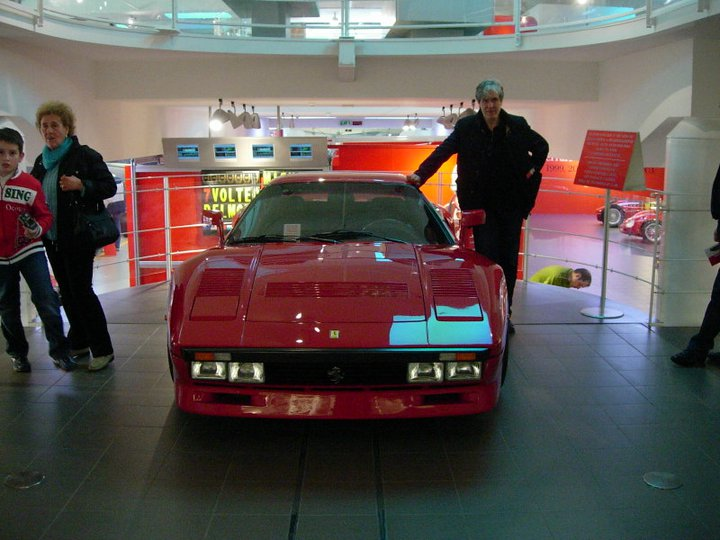
Nicosia, sulla destra, insieme ad una delle sue principali collaborazioni, la Ferrari 288 GTO

Nel 1980 passa alla Ghia per un anno, dove collabora tra l'altro al disegno della linea della Ford Taurus, prima di tornare alla Pininfarina dove sviluppa innumerevoli progetti dai camion per Iveco, a motoscafi e autobus. Rimane in Pininfarina fino al 1985, quando inizia la sua attività indipendente. Fonda la Design System insieme al partner Graziano Pagliasso, che si occupa del reparto modelli e prototipi, unendo  la professionalità del designer alla manualità del modellista, dando origine a progetti per lui fondamentali come ad esempio gli interni della Lamborghini Diablo.
Nel 1989 sviluppa un importante progetto per la produzione di un'auto per il gioielliere Gianni Bulgari. Nel 1990 lascia la Design System per fondare insieme ad  Anna Visconti, lo studio di design Beestudio, con lo scopo di far confluire le esperienze di entrambi i designer in un unico studio di design nella città di Torino, centro nevralgico dell'automotive design. Numerosi sono i progetti dei due designer andati in porto: dagli interni di vetture ferroviarie realizzate per il mercato tedesco in collaborazione con le OFV, a carrozzerie di vetture progettate per clienti in Giappone e Germania quali Nissan, Mazda, Honda e Dahiatsu, tra i quali ricordiamo il modello Cypact, condizionatori d'aria prodotti da Rex, apparecchi illuminotecnici realizzati per la Martini Illuminazione, Ilti Luce e Buzzi & Buzzi, totem per pagamenti self service progettati per Bassilichi e Olivetti, per ricordarne alcuni. Per la Bassilichi infatti, Visconti e Nicosia hanno progettato il pagamento self service Base B Omnia, presente i tutti gli ospedali e ASL per i pagamenti dei ticket sanitari. Sia nell'automotive che nel product design - dove entrambi hanno maturato nel corso degli anni una vasta esperienza - danno vita a prototipi realizzati che porteranno nell'ambito del design numerose innovazioni, sia tecniche che progettuali. Dopo molti anni la collaborazione tra i due designer si evolve attraverso la creazione del primo network dedicato interamente al design: la Design Service Network (DSN) con sede a Le Locle, in Svizzera. Beestudio con Anna Visconti e DSN con Emanuele Nicosia creano un ampio team di professionisti che incorpora, tra gli altri, la Oral Engineering di Mauro Forghieri, la White House di Wako, la Biomechanics Research di Catania. Questa collaborazione porterà alla nascita dei due più importanti prototipi tra le creazioni dei due designer: il modello di autovettura 'Thesi Uno', prototipo concettuale in scala 1:1 con telaio modulare progettato in collaborazione con la Oral Engineering di Modena e presentato al Salone dell'Automobile nel 2000 ed il prototipo funzionante di superscooter 'Sansone', realizzato su meccanica Moto Guzzi, perfettamente funzionante e innovativo, presentato al pubblico durante il Motorshow del 2000. 
Tra le sue altre collaborazioni, sia con Beestudio e DSN, vale la pena citare quelle con Nissan, Lotus, Mazda, Honda. Ha inoltre disegnato gli interni di sportive ad alte prestazioni come la Bugatti EB110 e la Lamborghini Diablo.
Nel 2010 inizia una collaborazione con DYPDC nella città di Pune, in India stabilisce una succursale di Beestudio a Pune. La collaborazione con l'Italia, attraverso la casa madre Beestudio di Torino, permette a Nicosia e alla Visconti di ampliare notevolmente l'esperienza in nuovi ambienti sia legati all'automotive che al product design.